# Lottstetten
Lottstetten è un comune tedesco di 2 386 abitanti,, situato nel land del Baden-Württemberg.

## Infrastrutture e trasporti
Lottstetten è servito dall'omonima stazione sulla ferrovia Eglisau-Neuhausen.